# كريستال إيمانويل
كريستال إيمانويل (من مواليد 27 نوفمبر 1991) هي عداءة كندية متخصصة في سباقات 200 متر . هي بطلة كندا في كل من 100 و 200 متر في يوليو 2018. كما تحتفظ كريستال بالرقم القياسي لسباق 200 متر في كندا. شاركت في كل من أولمبياد 2012 و 2016 ، ولكن تم إقصاؤها في الدور نصف النهائي. في بطولة العالم لعام 2013 في ألعاب القوى ، تم اقصاؤها في مرحلة التسخين بعد استبعادها بسبب التعدي على المسار.
تنافست والدتها روزاليند عمانوئيل على الصعيد الدولي في ألعاب بربادوس وذلك ضمن ألعاب القوى في الثمانينات.

## وصلات خارجية
- كريستال إيمانويل على موقع الاتحاد الدولي لألعاب القوى (الإنجليزية)
- كريستال إيمانويل على موقع الاتحاد الكندي لألعاب القوى (الإنجليزية)
- كريستال إيمانويل على موقع الدوري الماسي (الإنجليزية)
- كريستال إيمانويل على موقع اللجنة الأولمبية الدولية (الإنجليزية)
- كريستال إيمانويل على موقع أوليمبيديا (الإنجليزية)
- كريستال إيمانويل على موقع اللجنة الأولمبية الكندية (الإنجليزية)
- كريستال إيمانويل على موقع اتحاد ألعاب الكومنولث (مؤرشف) (الإنجليزية)